# Polygala subandina
Polygala subandina är en jungfrulinsväxtart som beskrevs av Rodolfo Amando Philippi. Polygala subandina ingår i släktet jungfrulinssläktet, och familjen jungfrulinsväxter. Inga underarter finns listade i Catalogue of Life.